# ليغو (مرصد)
ليغو (LIGO) مرصد للأمواج الثقالية بالـولايات المتحدة الأمريكية. وليغو اختصار لـ (مرصد الموجات الثقالية بالتداخل الليزري) Laser Interferometer Gravitational Wave Observatory. ويتكون من مرصدين أحدهما في هانفورد والآخر في ليفينغستون؛ يبعدان عن بعضهما البعض نحو 3000 كيلومتر. 

أُنشئ سنة 1992 من طرف رولاند ريفر ورينار ويس، ويعمل به المئات من العلماء.
كما تدعمه أجهزة أخرى في إيطاليا وألمانيا بغرض التأكد من أي إشارات تسجل في هذا الشأن.

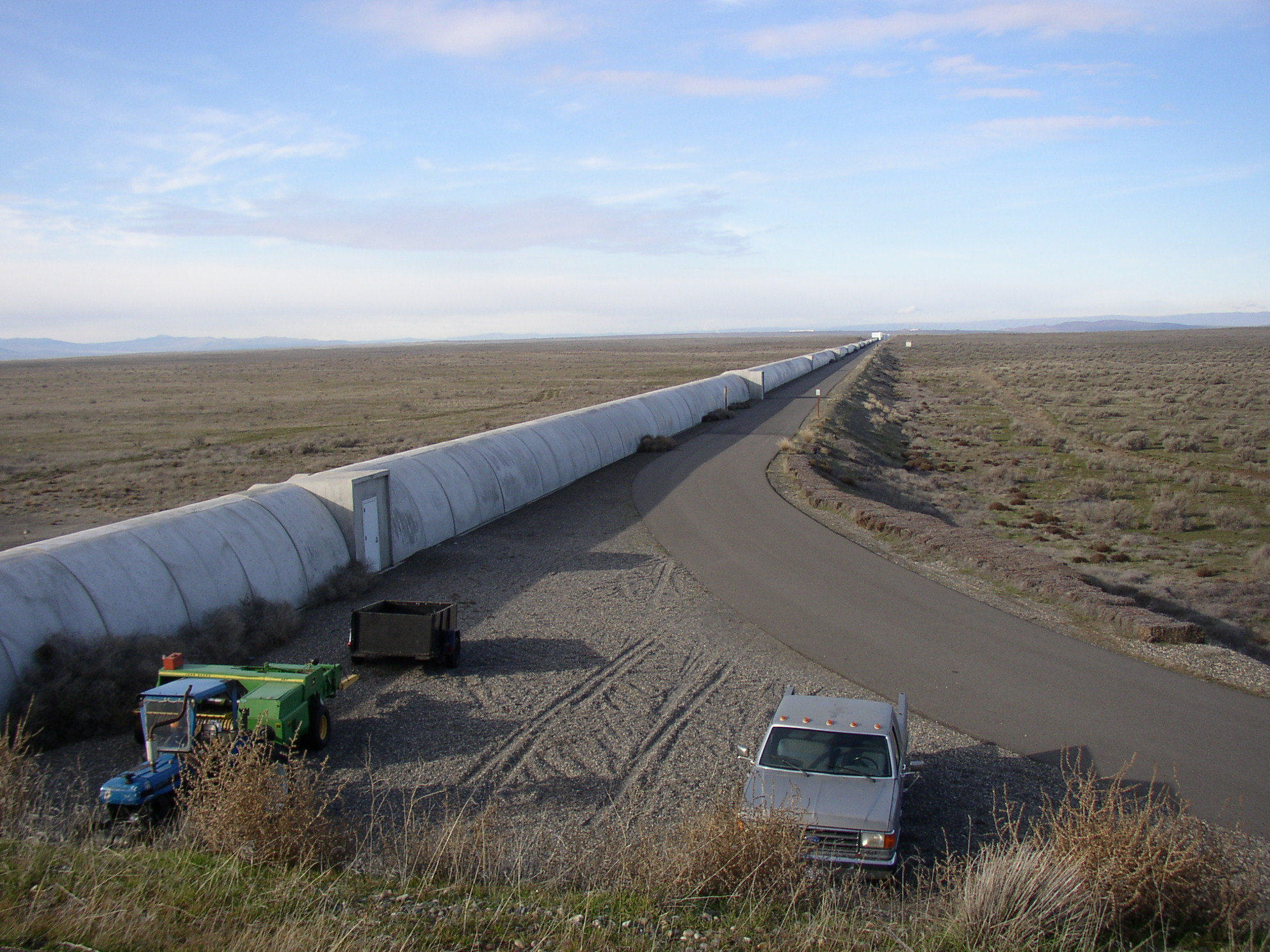
أحد أذرع مقياس الموجات الثقالية، اتجاهه نحو الشمال، بـهانفورد.

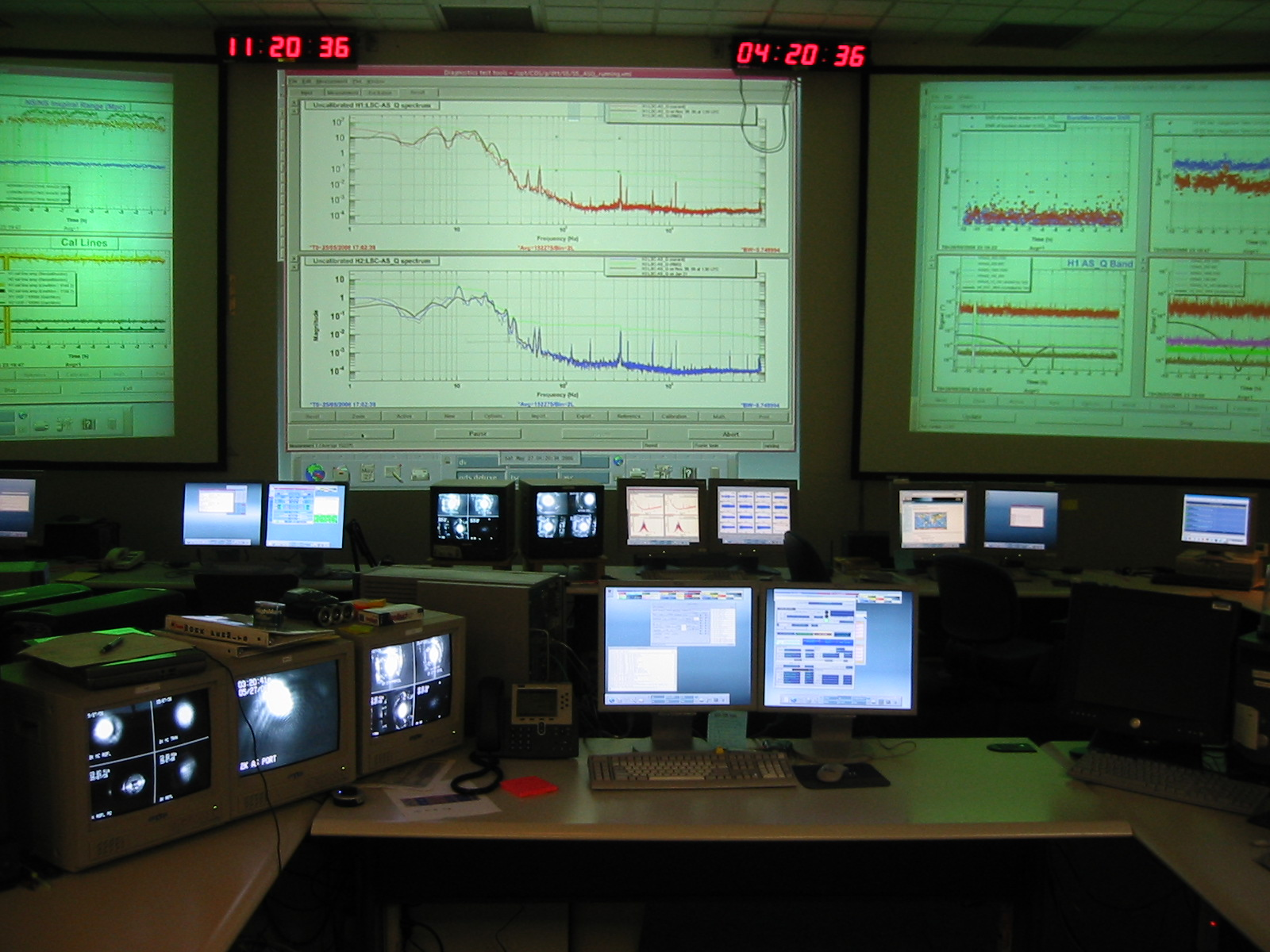
غرفة العمليات.

بنيت أجهزة ليغو لغرض تحسس موجات ثقالية. تم بناؤه في عام 1992 تحت إشراف العالمين الفيزيائيين «كيب ثون» و«رونالد دريفر» من كالتيك و«راينر وايز» من معهد ماساتشوستس للتقنية. ويشتغل في المشروع حالياً مئات العلماء من 40 معهداً حول العالم.
كما أنشئت بالقرب من هانوفر في ألمانيا تجربة مشاركة تسمى جيو 600 . بنيت التجربة في عام 1995.
تقوم عدة مجموعات من العلماء بتحليل نتائج مشروع ليغو الذي يهتم باستكشاف موجات ثقالية بحسب تخصصاتهم ومصادر تلك الموجات. وتلك المصادر هي:
- مصادر من الإنفجار العظيم
- نابضات
- التحام أجرام سماوية كبيرة مثل نجوم نيوترونية وثقوب سوداء
- انهيار نجم على نفسه (مستعر أعظم)
- أي مصادر أخرى

حتي شهر مارس 2018 قام مرصد لأيغو برصد ستة موجات جاذبية، منها الرصدات الخمسة الأولى ناشئة عن تصادم ثقبين أسودين. أما الرصد السادس، ويُرمز له بالرمز GW170817 ، تم رصده في يوم 17 أغسطس 2017، وهو أول رصد لتصادم بين نجمين نيوترونيين، وصدر عن هذا الاصتدام في نفس الوقت إشارات ضوئية أستطاعت المراصد على الأرض تسجيلها.
الثقوب السوداء تحدث عند التحامها ببعض موجة جاذبية كبيرة، أكبر مما ينتجه تصادم نجوم نيوترونية، ولكن تصادم الثقوب السوداء لا يصحبها انطلاق ضوء لأنها تمتص الضوء ولا يستطيع الضوء أن يفلت منها.

## المــراصد
يتبع مشروع ليغو مرصدان، أحدهما في هانفور بولاية واشنطن والآخر في ليفينجستون في لويزيانا. تبلغ المسافة بين المرصدين نحو 3000 كيلومتر. ونظرا لأن موجات الجاذبية تنتشر بسرعة الضوء فيمكن تحديد موقع مصدر موجة ثقالية (سوف يسجلها المرصدان) عن طريق حساب الفرق في وصول الموجة الثقالية إلى المرصدين. كما يمكن بذلك فصل الضوضاء الأرضية التي تنتشر بسرعة الصوت، مثل هزات أرضية أو زلازل أو
اهتزازات عن قياسات حقيقية لمواجات الجاذبية.
يتكون كل مرصد من أنبوبين طويلين متعامدين على بعضهما البعض أفقيا. يبلغ طول الأنبوب الواحد 4 كيلومترات ومفرغ من الهواء. ويوجود في تقاطع الأنبوبان مقياس تداخل ليزري. كما يوجد في مرصد هانفورد جهاز تداخل ثاني يعمل على نفس النظام المفرغ من الهواء ولكن بطول كل أنبوب من الأنبوبين المتعامدين 2 كيلومتر.

## طريقة التجربة
يعمل الأنبوبان المتعامدان على بعضهما بطريقة مقياس ميكلسون للتداخل مع استخدام شعاع ليزر للقيام بالتجربة.
عند التقاء الأنبوبين يصدر شعاع ليزر بقدرة 10 واط ويسقط على مقسم الشعاع (مرآة نصف شفافة) حيث ينقسم الشعاع إلى شعاعين ينطلق كل واحد منهما في أحد الأنابيب المتعامدة بطول 4 كيلومتر. يوجد في كل أنبوب «مقياس تداخل فابري-بيرو» يتكون من مرآتين واحدة منها نصف شفافة مما يجعل الشعاع يجري في الأنبوب ذهابا وإيابا 75 مرة إلى أن يعود إلى مقسم الشعاع. بتلك الطريقة حيث ينعكس كل شعاع داخل أنبوبه 75 مرة تزداد المسافة التي يقطعها الضوء من مسيرته، مما يزيد من حساسية الجهاز.
يلتقي الشعاعان المنعكسان عند مقسم الشعاع فيقوم بعكسهما ليسقطان على ثنائي ضوئي فيقوم بقياس شدة ضوئهما. تضبط المرآتان الموضوعان في مؤخرة كل أنبوب بحيث يتداخل الشعاعان المنعكسان تداخلا هداما ويمحو كلواحد الآخر، أي لا يسقط ضوء على الثنائي الضوئي. ولكن لا يأتي ذلك بسهولة بسبب تأثيرات وضوضاء خارجية لهذا تتطلب التجربة إعادة ضبط المرايا بين الحين والآخر لاستمرار تحقيق عدم وصول الشعاعين المتداخلين إلي الثنائي الضوئي.
فإذا سقطت موجة جاذبية على المرصد فهي تغير من طول ذراعين الرصد. وبينما ينكمش أحد الذراعين يتمدد الآخر مما يتسبب في انزياح الطور بين الشعاعين الليزريين للمرصد وتتغير شدة الضوء التي يسجلها المكشاف. يقوم المكشاف (الثنائي الضوئي) بأرسال شدة الضوء المسجلة إلى الحاسوب الذي يقوم بحساب الإشارة وتقدير صحتها.
عن طريق نظام المرايا المستخدم وشدة ضوء الليزر يستطيع المشرفون على التجربة تعيين فرق طول الذراعين بدقة {\displaystyle 10^{-22}} , وهذا يعادل 1/1000 من قطر بروتون. ورغم تلك الحساسية الكبيرة لجهاز التجربة إلا أنه فيما يبدو يحتاج إلى تحسينات إضافية حتى يتحقق قياس موجة ثقالية.
ومن الواضح أن الجهاز يكامله حساس أيضا لمؤثرات خارجية متعددة مثل تحركات على الأرض أو فيها (مثل زلازل بعيدة، أو حتى أمواج ماء على الشاطيء)، وعوامل الطقس (الرياح)، والمواصلات من قطارات وسيارات نقل وغيرها ومن العوامل الداخلية التي تؤثر أيضا على الجهاز تغيرات درجة حرارة أجزائه. ووظيفة نظام الحاسوب هو البحث عن إشارة ناتجة من موجة جاذبية من وسط هذا الكم الهائل من الإشارات المشوشرة.

## نابضات ونجوم نيوترونية
النابضات والنجوم النيوترونية لها كثافة عالية وتمتلك مجالات مغناطيسية هائلة ومنها ما يدور حول محورة 500 مرة في الثانية. فإذا احتوت تلك الأجرام الثقيلة مناطق تزداد فيها كثافة مادتها أو كان على سطحها تلال فإنهم طبقا لنظرية الموجات الثقالية يصدرون أمواجا ثقالية تخفض من سرعتة دورانهم. أحد تلك الأجرام نجده في نابض العقرب الذي يدور حول محوره 30 مرة كل ثانية.
بغرض البحث عن إشارات تأتي من نابضات غير معروفة فقد يسر فريق العلماء ذلك أيضا على الناس العاديين للمشاركة في البحث، وذلك من خلال صفحة الإنترنت
Einstein@home-Project حيث يستطيع الراغب من الناس البحث بواسطة حاسوبه الخاص. يساعده في ذلك برمجة سوفتوير BOINC يستطيع استخدامها بلا مقابل.

## إشعاع الخلفية الميكرويفي الكوني
تنطق بعض النظريات الخاصة بنشأة الكون عن توالد موجات ثقالية انتشرت بعد الانفجار العظيم مباشرة. وطبقا للنظريات تمتلك تلك الموجات الثقالية طيف من الممكن أن تكتشف بعد التحقق من نشأتها من موجات جاذبية، فهي تمكن بذلك «برؤية» أبعد زمنيا من إشعاع الخلفية الميكرويفي الكوني.
أعلنت مجموعة العلماء العاملة ب مركز هارفارد-سميثونيان للفيزياء الفلكية بتاريخ 17 مارس 2014 أنهم قد قاموا بتسجيل وانتاج «أول صورة مباشرة لموجات ثقالية من وقت نشأة الكون» وذلك من خلال قياس وتحليل إشعاع الخلفية الميكروني الكوني. وهم يؤكدون أن القياسات والتحليلات تشير إلى حدوث فعلي للتمدد الكوني والانفجار العظيم  ومثل تلك النتائج الأولى فهي تحتاج إلى مراجعة الأقران للتأكد من صحة الجهاز العلمي المستخدم وصحة الحسابات النظرية، حتى تقبل من الفيزيائيين كحقيقة علمية جديدة لا يشوبها الشك.
استخدمت مجموعة العلماء جهاز الرصد المسمى بيسيب 2 المبني في القطب الجنوبي.

## اقرأ أيضا
- جيو 600
- بعثة ليزا باثفايندر
- تضخم كوني
- بيسيب ومصفوف كيك
- تجربة مايكلسون
- النظرية النسبية العامة
- مقياس ميكلسون للتداخل
- موجة ثقالية

## وصلات خارجية
- الأوراق البحثية المنشورة حول عمليات الرصد (بالإنجليزية)